# Triftbach
Le Triftbach est un ruisseau coulant dans les Alpes suisses, dans le canton du Valais. C'est un affluent de la Mattervispa. Le Triftbach est situé dans le bassin versant du Rhône.